# Грб Салцбурга
Грб Салцбурга је званично одобрен у 1921. године.
Године 690. на рушевинама римског насеља Јувавума је основан манастир, да би већ 739. године село око манастира постало епархија Салбург, а 798. Салцбург она се подиже на ранг архиепископије. Како су многи делови бившег Светог римског царства потпадали под ову архиепископију, град се брзо развијао и наметнуо као моћна независна држава унутар овог царства. Кнежевина Салцбург била је мала независна држава између Аустрије и Баварске све до 1803. године када су укинуте све верске државе. Салцбург је тада постала кнежевина под надвојводом Фердинандмо IV од Тоскане. Године 1806. аустријски цареви су присвојили ову кнежевину, коју су јој поново преотели Баварци 1810. године, а онда је 1816. године повратила Аустрија. Само западни део кнежевине је остао део Баварске. Од тада Салцбург је део Аустрије. 
Грб Салцбурга се први пут појављује на новчићу издатом од стране архиепископа Рудолфа, између 1284. и 1290. године. Међутим, овај грб вероватно датира из доба архиепископа Улриха од Корушке (1246—1256), пошто је сличност овог грба врло велика са грбовима Корушке из тог времена. Типичан шешир (на грбу) појављује у раном 19. веку. 
Лав је вероватно преузет са грба херцога Корушке, али могу бити изведени и из неких грана породице Стауфен (Вуртемберг). Значење сребрне кривине није познато. Зна се, да се таква сребрена кривина употребљава и много раније и на другим грбовима Аустрије.